# Telenești
Telenești est une ville de Moldavie, chef-lieu du raion de Telenești, situé à 91 km au nord de Chișinău.

## Personnalités notables
- Nahum Gutman (1898-1980), peintre, sculpteur et auteur israélien.